# Celama pascua
Celama pascua är en fjärilsart som beskrevs av Swinhoe 1885. Celama pascua ingår i släktet Celama och familjen trågspinnare. Inga underarter finns listade i Catalogue of Life.